# Mike Batayeh
Michael Anthony Batayeh (* 27. Dezember 1970 in Detroit, Michigan; † 1. Juni 2023 in Ypsilanti, Michigan) war ein US-amerikanischer Schauspieler und Komiker jordanischer Abstammung.

## Leben
Mike Batayeh wuchs in Detroit auf und hatte fünf Schwestern; sein Vater war ein Arbeiter in den Werken von Ford. Er besuchte die Wayne State University und lebte in Los Angeles, wenn er als Schauspieler tätig war, sonst aber in seiner Heimat Michigan.
Er starb im Alter von 52 Jahren infolge eines Suizids durch Hängen; die Angaben wurden knapp zwei Wochen nach seinem Tod laut New York Post offiziell durch das Büro des Washtenaw County Medical Examiner bestätigt und durch Personen aus seinem näheren Umfeld. In ersten Meldungen nach der Todesnachricht wurde von einem Herzinfarkt im Schlaf berichtet, aber bereits Suizid durch das Pittsfield Township Police Department vermutet.

## Karriere
Batayeh wurde in der Rolle des Dennis Markowski in mehreren Folgen der Fernsehserie Breaking Bad in den Jahren 2011 und 2012 bekannt, dem Manager der Wäscherei „Lavanderia Brillante“. Weitere Auftritte in Fernsehserien hatte er unter anderem in Night Stalker, CSI: Miami, The Bernie Mac Show, Das Leben und Ich und It’s Always Sunny in Philadelphia. Er war auch in Filmen wie X-Men: Zukunft ist Vergangenheit und Leg dich nicht mit Zohan an zu sehen.
Neben der Arbeit vor der Kamera war Batayeh ein erfolgreicher Komiker, der die Welt bereiste. Er war einer der ersten US-amerikanischen Komiker, der im Nahen Osten vor einem einheimischen Publikum auftrat und Shows in Dubai, Saudi-Arabien, Ägypten, dem Libanon, in Nazareth und Jordanien gab. Mit seinem Stand-up-Comedy-Programm war er auch in bekannten Clubs wie dem Gotham in New York City und der Laugh Factory, dem Comedy Store, dem Improv und dem Icehouse in Los Angeles zu sehen und war darüber hinaus als Sprecher tätig.
Im deutschen Sprachraum wurde Batayeh unter anderem von Uwe Büschken, Hans Hohlbein, Sebastian Christoph Jacob, Daniel Montoya, Tobias Müller, Thomas Schmuckert und Bernd Schramm synchronisiert.

## Filmografie (Auswahl)

### Film
- 2004: Gas
- 2006: American Dreamz – Alles nur Show
- 2008: Leg dich nicht mit Zohan an
- 2008: AmericanEast
- 2008: The Apostles (Fernsehfilm)
- 2010: In Fidelity (Kurzfilm)
- 2011: This Narrow Place
- 2011: Fly While Arab (Kurzfilm)
- 2012: Detroit Unleaded
- 2013: Viva America (Kurzfilm)
- 2014: A Chronicle of Tahrir Square (Kurzfilm)
- 2015: Misled
- 2016: Sharia
- 2016: Namour
- 2016: Dirty
- 2018: Prank of America (Fernsehfilm)

### Fernsehen
- 1998: Alle lieben Raymond
- 1998: Das Leben und Ich
- 1998: Diesmal für immer (Something So Right)
- 1998: Ein Trio zum Anbeißen
- 1999: Power Rangers – Lost Galaxy (Power Rangers Lost Galaxy)
- 2002: J.A.G. – Im Auftrag der Ehre
- 2003: The Pitts
- 2003: Baby Bob
- 2004: The Shield – Gesetz der Gewalt
- 2005: The Bernie Mac Show
- 2006: Night Stalker
- 2006: Pepper Dennis
- 2006: CSI: Miami
- 2005–2006: Sleeper Cell
- 2007: Life
- 2012: Touch
- 2011–2012: Breaking Bad
- 2013: It’s Always Sunny in Philadelphia
- 2013: Real Husbands of Hollywood
- 2013: Jessie
- 2014: Marco Polo
- 2015: Battle Creek